# St. Vitus (Dittersbrunn)

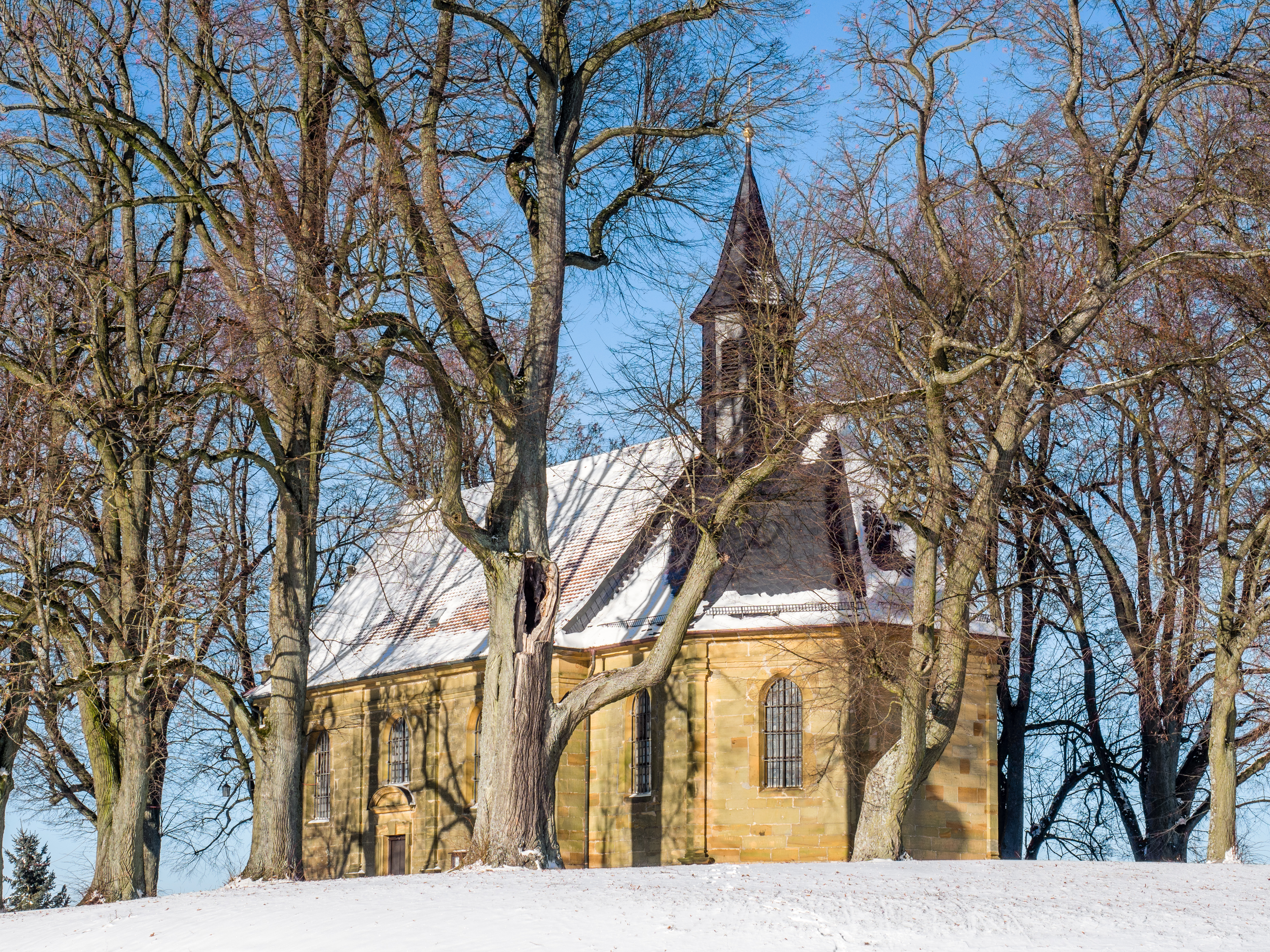
Filialkirche St. Vitus auf dem Ansberg bei Dittersbrunn

Die römisch-katholische Filial- und Wallfahrtskirche St. Vitus steht auf dem Ansberg (Volksmund: Veitsberg) bei Dittersbrunn, einem Gemeindeteil des Marktes Ebensfeld im Landkreis Lichtenfels (Oberfranken, Bayern). Das denkmalgeschützte Bauwerk wurde im ersten Viertel des 18. Jahrhunderts errichtet. Bauherr war der Fürstbischof von Bamberg Lothar Franz von Schönborn.

## Geschichte
Eine St.-Veits-Kapelle auf dem Platz der abgegangenen Höhenburg Ansberg, die wohl auf eine Burgkapelle zurückgeht, wurde 1413 erwähnt. Erneuerungen, zumindest Ausstattungsarbeiten wurden um 1550 durchgeführt. Die ursprünglich zu Ebensfeld gehörende Kapelle wurde 1625 in die neugegründete Pfarrei Kleukheim umgepfarrt, um die Pfarrstelle mitzufinanzieren. Von 1717 bis 1719 errichtete der Bamberger Maurermeister Andreas Rheinthaler den bestehenden Kirchenbau über dem Vorgängerbau.:S. 83 Der Zimmermeister Andreas Weiß aus Prächting fertigte den Dachstuhl und 1722 führte der Bamberger Anton Berwanger die Stuckarbeiten aus. Der Entwurf stammte von Johann Dientzenhofer. Im Jahr 1927 wurde die Kirche der Pfarrei Prächting zugewiesen. Umfangreiche Renovierungsarbeiten erfolgten in den Jahren 1927 und 1957.:S. 83.

## Baubeschreibung
Die Kirche steht auf einer Höhe von 460 Metern über NHN auf dem Ansberg oberhalb des Obermaintals. Sie ist von einem bauzeitlichen Kranz aus 21 Linden umgeben.
Die Saalkirche besteht aus einem leicht eingezogenen Chor mit einem Joch und dreiseitigem Schluss sowie einem dreiachsigen Langhaus. Der Chorraum wird von einem Kreuzgratgewölbe überspannt und von vier Spitzbogenfenstern belichtet. Den Übergang zum Langhaus bildet ein runder Chorbogen. Eine flache Putzdecke mit einem profilierten Kehlgesims überspannt den Innenraum des Langhauses. An jeder Seite befindet sich mittig ein rechteckiger Eingang mit einer Stichbogennische. Drei Spitzbogenfenster an jeder Längsseite belichten den Innenraum mit einer hölzernen Empore auf der Westseite, die im Mittelabschnitt hervortretend auf einem profilierten Unterzug mit zwei Vierkantsäulen mit Knaggen ruht und durch eine Treppe in der Nordwestecke erschlossen ist.:S. 84
Die Fassade des Sandsteinquaderbaus ist mit schlanken toskanischen Pilastern und einem umlaufenden Gebälk bei gleicher Traufhöhe einheitlich gegliedert. Am Chor befinden sich Eckpilaster und am Langhaus je Seite innen zwei Pilaster sowie außen zwei von den Ecken abgerückte. Die drei ähnlich gestalteten Portale haben eine profilierte, geohrte und mit glattem Keilstein versehene Rahmung sowie ein Segmentbogengiebel mit Gebälk. Das Westportal flankiert ein Säulenpaar auf Sockeln mit einem gesprengten Giebel. Das nördliche Portal ist zugemauert. Die westliche Giebelfassade besitzt ein durchlaufendes Kranzgesims und oben drei kleine Okuli. Den oberen Abschluss bildet eine Ortganggesims mit drei kugelbesetzten Sockeln.:S. 84
Das Chordach ist wie der am Chorbogen sitzende achtseitige Dachreiter verschiefert. Der hölzerne Dachreiter trägt einen Spitzhelm mit Knauf und Kreuz. Hinter jalousieverkleideten Schallöffnungen befindet sich die Glockenstube.

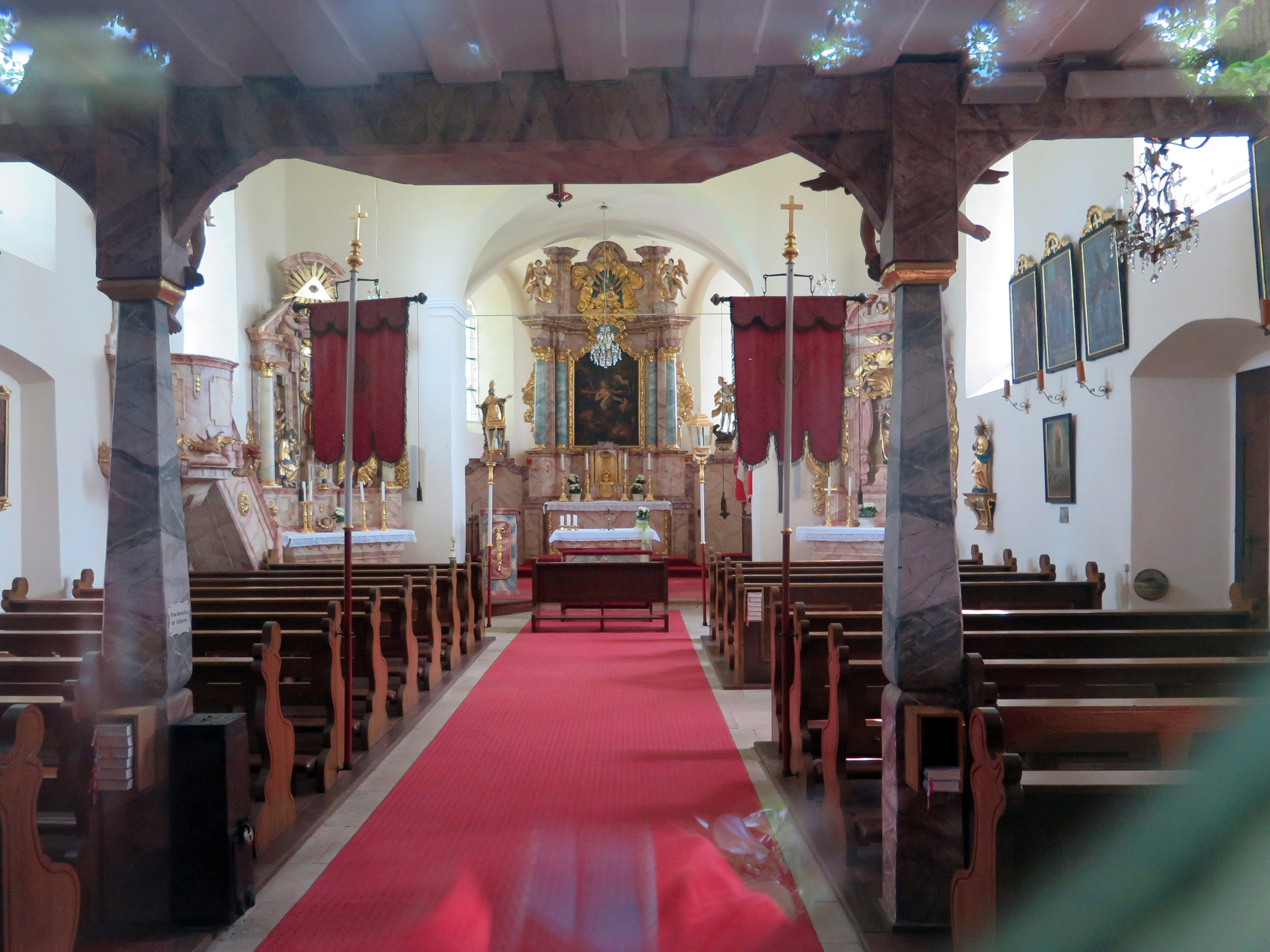
Ausstattung

## Ausstattung
Der Bamberger Schreiner Johann Voit baute im Jahr 1724 den Hochaltar und der Bamberger Bildhauer Johann Leonhard Goldwitzer fertigte den figürlichen Schmuck. Der Altar besteht aus einem Steinstipes mit einer einfachen Holzverkleidung und einem Drehtabernakel mit korinthischen Säulen und Pilastern. Er hat einen marmorierten Holzaufbau mit vergoldetem Dekor und vier über Eck gestellte korinthische Säulen, daran sind seitlich Akanthuswangen. Das von einem unbekannten Bamberger Maler in Öl auf Leinwand geschaffene Altarblatt stellt das Martyrium des heiligen Veit dar. Es ist rundbogig gerahmt und besitzt oben eine Akanthuskartusche mit der Bezeichnung „ST. VITUS“. Der Altarauszug zeigt ein Vollrelief von Gottvater mit einem Strahlenkranz, bekrönt von der Taube des Heiligen Geistes. Links vom Altar steht auf einem Sockel der heilige Otto und rechts der heilige Georg.:S. 84
Die beiden Seitenaltäre entstanden um 1670 für eine andere Kirche der Umgebung und wurden 1644 erworben. Der linke Nebenaltar wird der Werkstatt des Kulmbachers Johann Brenck zugerechnet. Er besteht aus einem gemauerten Stipes mit einer einfachen Holzverkleidung und einem marmorierten dreiteiligen Holzaufbau mit vergoldetem Dekor. Im Mittelrahmenfeld steht auf einem doppelten Sockel eine Statue des zum Himmel fahrenden Christus, in den seitlichen Rahmenfeldern je sechs Apostelfiguren. Der Altarauszug zeigt das Auge Gottes im Strahlenkranz.:S. 84 Der rechte Nebenaltar besteht aus einem gemauerten Stipes mit einer gefelderten Holzverkleidung und einem marmorierten Holzaufbau mit vergoldetem Dekor. In einer Mittelnische steht auf einem Sockel eine um 1500 entstandene Holzstatue der heiligen Anna Selbdritt, flankiert von zwei korinthischen Säulen mit seitlichen Akanthuswangen.:S. 85
Die Kanzel entstand wohl 1785 in der Werkstatt des Bambergers Georg Hoffmann. Sie besteht aus marmoriertem Holz mit vergoldetem Dekor. Die Brüstung des ovalen Kanzelkorbes ist einfach gefeldert. Über einem wulstigen Fußgesims sind die Symbole der vier Evangelisten als Halbfiguren angeordnet. Eine sitzende Putte bekrönt den Schalldeckel.:S. 85
Eine barocke Orgel wurde 1900 abgebaut. Danach stand nur ein Harmonium in der Kirche. Im Jahr 1993 wurde eine neue Orgel aufgestellt.